# Gondomar Club de Fútbol
El Gondomar Club de Fútbol es un equipo de fútbol español del municipio gallego de Gondomar, en la provincia de Pontevedra. Fue fundado en 1914 y juega en la Segunda Galicia.

## Historia
El equipo fue fundado en 1914 por un grupo de chicos con el nombre de Gondomar Football Club, cuando en Vigo existían ya el Vigo Football Club y el Real Club Fortuna. En 1917 cambiaron el nombre del equipo por el de Gondomar Sporting Club, constituyéndose oficialmente ante el Gobierno Civil de Pontevedra. Por entonces aún no participaban en competiciones oficiales, únicamente en partidos amistosos. Ya en 1922 el Gondomar SC y el Iris FC, otro equipo de la villa, fundaron el equipo Miñor FC con la intención de federarlo, pero poco después el Iris FC se echó atrás y se fundó de nuevo el Gondomar SC. El primer campo, en la zona de As Cercas, fue cedido por Gonzalo Fernández de Córdoba Quesada, undécimo conde de Gondomar.
En 1943 se iniciaron los trámites para construir el campo municipal de As Gaiandas, inaugurado en 1944 por el presidente del club, Vicente Vázquez, y el alcalde, Francisco Alborés. El equipo se federó entonces con el nombre de Club Gondomar. Uno de los primeros triunfos alcanzados fue el campeonato del Bajo Miño-Val Miñor, que le permitió disputar el título de Campeón de Campeones con los ganadores de las fases celebradas en las otras comarcas del sur de Galicia. Venció en la final al Coruxo FC.
Después de años en las categorías regionales, en la temporada 1980-81 ascendieron a Regional Preferente. En la temporada 1981-82 quedaron segundos y jugaron la promoción a Tercera contra el Meirás CF. Empataron en la ida jugada en Ferrol y vencieron 4-0 en el encuentro de vuelta con tres goles de Javier, lo que permitió lograr un nuevo ascenso. Después de perder la categoría llegaría a recuperarla años después. En la década de 1990 volvió a jugar en las categorías regionales, y después logró estabilizarse en Regional Preferente. En los últimos años se construyó un nuevo campo en As Cercas.

## Estadio
El equipo juega sus partidos como local en el Campo de As Gaiandas.

## Datos del club
- Temporadas en 1.ª: 0
- Temporadas en 2.ª: 0
- Temporadas en 2ªB: 0
- Temporadas en 3.ª: 14

### Historial por temporadas
| Temporada | Nivel | Categoría   | Puesto |
| --------- | ----- | ----------- | ------ |
| 1980/81   | 6     | 1ª Regional | 4º     |
| 1981/82   | 5     | Preferente  | 2º     |
| 1982/83   | 4     | 3ª          | 19º    |
| 1983/84   | 5     | Preferente  | 7º     |
| 1984/85   | 5     | Preferente  | 18º    |
| 1985/86   | 5     | Preferente  | 1º     |
| 1986/87   | 4     | 3ª          | 10º    |
| 1987/88   | 4     | 3ª          | 7º     |
| 1988/89   | 4     | 3ª          | 15º    |
| 1989/90   | 4     | 3ª          | 13º    |
| 1990/91   | 4     | 3ª          | 18º    |
| 1991/92   | 4     | 3ª          | 11º    |
| 1992/93   | 4     | 3ª          | 18º    |
| 1993/94   | 5     | Preferente  | 9º     |

| Temporada | Nivel | Categoría  | Puesto |
| --------- | ----- | ---------- | ------ |
| 1994/95   | 5     | Preferente | 6º     |
| 1995/96   | 5     | Preferente | 2º     |
| 1996/97   | 4     | 3ª         | 13º    |
| 1997/98   | 4     | 3ª         | 15º    |
| 1998/99   | 4     | 3ª         | 8º     |
| 1999/00   | 4     | 3ª         | 11º    |
| 2000/01   | 4     | 3ª         | 16º    |
| 2001/02   | 4     | 3ª         | 20º    |
| 2002/03   | 5     | Preferente | 14º    |
| 2003/04   | 5     | Preferente | 9º     |
| 2004/05   | 5     | Preferente | 4º     |
| 2005/06   | 5     | Preferente | 17º    |
| 2006/07   | 5     | Preferente | 15º    |
| 2007/08   | 5     | Preferente | 20º    |

| Temporada | Nivel | Categoría     | Puesto |
| --------- | ----- | ------------- | ------ |
| 2008/09   | 6     | 1ª Autonómica | 10º    |
| 2009/10   | 6     | 1ª Autonómica | 9º     |
| 2010/11   | 6     | 1ª Autonómica | 5º     |
| 2011/12   | 6     | 1ª Autonómica | 3º     |
| 2012/13   | 5     | Preferente    | 6º     |
| 2013/14   | 5     | Preferente    | 7º     |
| 2014/15   | 5     | Preferente    | 8º     |
| 2015/16   | 5     | Preferente    | 4º     |
| 2016/17   | 5     | Preferente    | 10º    |
| 2017/18   | 5     | Preferente    | 17º    |
| 2018/19   | 6     | 1ª Galicia    | 17º    |
| 2019/20   | 7     | 2ª Galicia    | 6º     |
| 2020/21   |       | no compitió   |        |